# Associazione Calcio Torino 1953-1954
Questa voce raccoglie le informazioni riguardanti l'Associazione Calcio Torino nelle competizioni ufficiali della stagione 1953-1954.

## Rosa
| N. |                     | Ruolo | Calciatore         |
| -- | ------------------- | ----- | ------------------ |
|    | Italia (bandiera)   | P     | Giuseppe Romano    |
|    | Italia (bandiera)   | P     | Narciso Soldan     |
|    | Italia (bandiera)   | D     | Raffaele Cuscela   |
|    | Italia (bandiera)   | D     | Giuseppe Farina    |
|    | Italia (bandiera)   | D     | Giovanni Molino    |
|    | Italia (bandiera)   | D     | Cesare Nay         |
|    | Italia (bandiera)   | C     | Antonio Bacchetti  |
|    | Italia (bandiera)   | C     | Pietro Biagioli    |
|    | Italia (bandiera)   | C     | Luigi Bodi         |
|    | Germania (bandiera) | C     | Horst Buhtz        |
|    | Italia (bandiera)   | C     | Bruno Franceschina |

| N. |                   | Ruolo | Calciatore              |
| -- | ----------------- | ----- | ----------------------- |
|    | Italia (bandiera) | C     | Luigi Giuliano (c)      |
|    | Italia (bandiera) | C     | Luigi Moltrasio         |
|    | Italia (bandiera) | C     | Claudio Rimbaldo        |
|    | Italia (bandiera) | C     | Vittorio Sentimenti III |
|    | Italia (bandiera) | C     | Carlo Tagnin            |
|    | Italia (bandiera) | A     | Lelio Antoniotti        |
|    | Italia (bandiera) | A     | Quinto Bertoloni        |
|    | Italia (bandiera) | A     | Enore Boscolo           |
|    | Italia (bandiera) | A     | Giuliano Giovetti       |
|    | Italia (bandiera) | A     | Paolo Marcora           |

## Calciomercato
| Acquisti | Acquisti           | Acquisti   | Acquisti   |
| R.       | Nome               | da         | Modalità   |
| -------- | ------------------ | ---------- | ---------- |
| P        | Narciso Soldan     | Catania    | definitivo |
| C        | Antonio Bacchetti  | Udinese    | definitivo |
| C        | Pietro Biagioli    | Fiorentina | definitivo |
| C        | Bruno Franceschina | Biellese   | definitivo |
| A        | Lelio Antoniotti   | Lazio      | definitivo |
| A        | Quinto Bertoloni   | Pro Patria | definitivo |
| A        | Enore Boscolo      | Triestina  | definitivo |
| A        | Paolo Marcora      | Pro Patria | definitivo |

| Cessioni | Cessioni          | Cessioni    | Cessioni   |
| R.       | Nome              | a           | Modalità   |
| -------- | ----------------- | ----------- | ---------- |
| P        | Livio Puccioni    | Udinese     | definitivo |
| D        | Pietro Bersia     | Cagliari    | definitivo |
| C        | Gino Cortellezzi  | Saronno     | definitivo |
| C        | Enrico Pratesi    | Pro Patria  | definitivo |
| C        | Faas Wilkes       | Valencia    | definitivo |
| A        | Alfio Balbiano    | Lecce       | definitivo |
| A        | Andrea Marzani    | Novara      | definitivo |
| A        | Galdino Pinaroli  | Carrarese   | definitivo |
| A        | Roberto Serone    | Alessandria | definitivo |
| A        | Mario Tontodonati | Pescara     | definitivo |

## Risultati

### Serie A

#### Girone di andata
| Arbitro: | Righi (Milano) |

|                    |           |           |
| Baldini 41’ (rig.) | Marcatori | 67’ Buhtz |

| Arbitro: | Piemonte (Monfalcone) |

|  |           |                           |
|  | Marcatori | 56’ Formentin 83’ Jeppson |

| Arbitro: | Bellè (Venezia) |

|                         |           |  |
| García 26’ Cappello 59’ | Marcatori |  |

| Arbitro: | Bernardi (Bologna) |

|                    |           |  |
| Sentimenti III 88’ | Marcatori |  |

| Arbitro: | Bellè (Venezia) |

|                                  |           |                           |
| Pandolfini 11’ (rig.) Bronée 38’ | Marcatori | 20’ Bertoloni 31’ Boscolo |

| Arbitro: | Massai (Pisa) |

|                                  |           |                                           |
| Sentimenti III 28’ Bertoloni 55’ | Marcatori | 8’ Præst 16’ J. Hansen 59’, 77’ Boniperti |

| Arbitro: | Bellè (Venezia) |

|  |           |             |
|  | Marcatori | 17’ Bergamo |

| Arbitro: | Maurelli (Roma) |

|            |           |              |
| Bennike 9’ | Marcatori | 27’ Giovetti |

| Arbitro: | Righi (Milano) |

|              |           |  |
| Giovetti 37’ | Marcatori |  |

| Arbitro: | Marchese (Napoli) |

|                            |           |           |
| Secchi 33’ E. Sørensen 45’ | Marcatori | 86’ Buhtz |

| Arbitro: | Bellè (Venezia) |

|                      |           |                                                  |
| Moltrasio 64’ (rig.) | Marcatori | 36’, 84’ (rig.) Nordahl III 37’, 81’ J. Sørensen |

| Arbitro: | Maurelli (Roma) |

|               |           |             |
| Rasmussen 87’ | Marcatori | 69’ Boscolo |

| Arbitro: | Valsecchi (Milano) |

|                        |           |                    |
| Buhtz 25’ Biagioli 31’ | Marcatori | 44’ (rig.) Giaroli |

| Arbitro: | Arpaia (Roma) |

|                       |           |                            |
| Vidal 18’ Cervato 35’ | Marcatori | 22’ Antoniotti 29’ Boscolo |

| Legnano 3 gennaio 1954, ore 14:30 UTC+1 15ª giornata | Legnano         | 0 – 0 | Torino | Stadio Comunale\| Arbitro: \| De Leo (Mestre) \| |
| Arbitro:                                             | De Leo (Mestre) |       |        |                                                  |

| Arbitro: | Agnolin (Bassano del Grappa) |

|           |           |          |
| Buhtz 57’ | Marcatori | 9’ Mazza |

| Arbitro: | Massai (Pisa) |

|           |           |  |
| Buhtz 60’ | Marcatori |  |

#### Girone di ritorno
| Arbitro: | Campanati (Milano) |

|                      |           |  |
| Buhtz 1’ Boscolo 88’ | Marcatori |  |

| Arbitro: | De Leo (Mestre) |

|                                 |           |                       |
| Jeppson 7’ Moltrasio 58’ (aut.) | Marcatori | 3’ Buhtz 59’ Biagioli |

| Arbitro: | Pieri (Trieste) |

|          |           |                      |
| Arce 84’ | Marcatori | 89’ (rig.) Moltrasio |

| Arbitro: | Scaramella (Roma) |

|  |           |             |
|  | Marcatori | 11’ Bonafin |

| Arbitro: | Agnolin (Bassano del Grappa) |

|               |           |                |
| Bertoloni 31’ | Marcatori | 19’ Pandolfini |

| Torino 7 marzo 1954, ore 15:00 UTC+1 23ª giornata | Juventus        | 0 – 0 | Torino | Stadio Comunale\| Arbitro: \| Maurelli (Roma) \| |
| Arbitro:                                          | Maurelli (Roma) |       |        |                                                  |

| Arbitro: | Campanati (Milano) |

|  |           |           |
|  | Marcatori | 22’ Buhtz |

| Arbitro: | Bernardi (Bologna) |

|                               |           |                             |
| Antoniotti 69’ Buhtz 71’, 81’ | Marcatori | 54’, 16’ Seratoni Dal Monte |

| Arbitro: | Valsecchi (Milano) |

|                             |           |                                      |
| Bülent 32’ Fontanesi II 70’ | Marcatori | 43’ Biagioli 84’ Buhtz 86’ Bertoloni |

| Arbitro: | Bernardi (Bologna) |

|                      |           |            |
| Moltrasio 70’ (rig.) | Marcatori | 40’ Ganzer |

| Arbitro: | Maurelli (Roma) |

|  |           |              |
|  | Marcatori | 47’ Biagioli |

| Arbitro: | Corallo (Lecce) |

|              |           |                                               |
| Biagioli 22’ | Marcatori | 30’ Annovazzi 65’ Brugola 79’ (rig.) Bassetto |

| Arbitro: | Guarnaschelli (Pavia) |

|               |           |               |
| Martegani 23’ | Marcatori | 56’ Moltrasio |

| Arbitro: | Pieri (Trieste) |

|               |           |             |
| Moltrasio 32’ | Marcatori | 42’ Novelli |

| Arbitro: | Jonni (Macerata) |

|                              |           |                               |
| Bertoloni 30’ Antoniotti 67’ | Marcatori | 46’ Manzardo 69’ (rig.) Sassi |

| Arbitro: | De Leo (Mestre) |

|                        |           |  |
| Lorenzi 29’ Armano 36’ | Marcatori |  |

| Arbitro: | Scaramella (Roma) |

|                             |           |  |
| Szőke 31’, 33’ Castaldo 87’ | Marcatori |  |

## Statistiche

### Statistiche di squadra
| Competizione | Punti | In casa | In casa | In casa | In casa | In casa | In casa | In trasferta | In trasferta | In trasferta | In trasferta | In trasferta | In trasferta | Totale | Totale | Totale | Totale | Totale | Totale | DR |
| Competizione | Punti | G       | V       | N       | P       | Gf      | Gs      | G            | V            | N            | P            | Gf           | Gs           | G      | V      | N      | P      | Gf     | Gs     | DR |
| ------------ | ----- | ------- | ------- | ------- | ------- | ------- | ------- | ------------ | ------------ | ------------ | ------------ | ------------ | ------------ | ------ | ------ | ------ | ------ | ------ | ------ | -- |
| Serie A      | 33    | 17      | 6       | 5       | 6       | 20      | 24      | 17           | 3            | 10           | 4            | 17           | 22           | 34     | 9      | 15     | 10     | 37     | 46     | -9 |

### Statistiche dei giocatori
| Giocatore         | Serie A  | Serie A |
| Giocatore         | Presenze | Reti    |
| ----------------- | -------- | ------- |
| L. Antoniotti     | 22       | 3       |
| A. Bacchetti      | 8        | 0       |
| Q. Bertoloni      | 24       | 5       |
| P. Biagioli       | 20       | 5       |
| L. Bodi           | 4        | 0       |
| E. Boscolo        | 32       | 4       |
| H. Buhtz          | 30       | 11      |
| R. Cuscela        | 19       | 0       |
| G. Farina         | 34       | 0       |
| B. Franceschina   | 1        | 0       |
| G. Giovetti       | 9        | 2       |
| L. Giuliano       | 33       | 0       |
| P. Marcora        | 2        | 0       |
| G. Molino         | 12       | 0       |
| L. Moltrasio      | 30       | 5       |
| C. Nay            | 29       | 0       |
| C. Rimbaldo       | 10       | 0       |
| G. Romano         | 7        | -10     |
| V. Sentimenti III | 14       | 2       |
| N. Soldan         | 27       | -36     |
| C. Tagnin         | 7        | 0       |